# 霸王岭睑虎
霸王岭睑虎（学名：Goniurosaurus bawanglingensis）一种发现于中华人民共和国海南岛西南部霸王岭国家级自然保护区的爬行动物，隶属于睑虎科洞穴睑虎属。
霸王岭睑虎总体呈黄棕色，具有较多的环状花纹和颜色复杂的斑状花纹。本种系海南省林业局野生动物保护站于2001年首次发现。